# پاسومپاهان
جزیره پاسومپاهان از جزایر توریستی کشور اندونزی است.
این جزیره در حدود ۲۰۰ مایلی جزیره Sikuai قرار گرفته است